# Traditional Spelling Revised
Traditional Spelling Revised (TSR) é uma alternativa de reforma ortográfica da língua inglesa. A TSR é um esquema relativamente conservador que procura identificar as regras subjacentes à ortografia tradicional do inglês a fim de aplicá-las de forma mais consistente, reduzindo assim o número de irregularidades que devem ser memorizadas. Ela torna possível prever a pronúncia da ortografia, mas nem sempre o contrário.
A TSR foi aprovado pelo International English Spelling Congress (março de 2021) como a alternativa preferida à ortografia tradicional. A English Spelling Society, patrocinadora do Congresso, está oferecendo à TSR um grau de apoio e publicidade. Durante o atual período de revisão (cinco anos), provavelmente não ocorrerão grandes mudanças. No entanto, com base nos comentários recebidos, é possível que haja algumas modificações modestas durante esse período.
A TSR foi mencionada pela mídia.

## Padrões de ortografia para cada fonema
A TSR tem seus próprios padrões de ortografia para cada fonema, assim como o Regspel. No entanto, a TSR permite algumas exceções.
- O som /æ/ é indicado por um a(pan). A TSR mantém "aunt".[7] "Laugh" torna-se "laff".[8]
- O som /ɛ/ é indicado por um e(pen). A TSR mantém "again", "against", "any" e "many".
- O som /ɪ/ é indicado por um i(pin). business, pretty, system → bisness, pritty, sistem
- O som /ɒ/ é indicado por um o(pot). Na TSR, "wash" torna-se "wosh".
- O som /ʌ/ é indicado por um u(pun). A TSR mantém "other", "another", "brother", "mother", and "smother"(sub-grupos), assim como "none", "nothing" e "some". No entanto, "come" torna-se "cum".
- O som /eɪ/ é indicado por um a-e(face), ai(laid), -ay(stay), eigh(neigh) e -ey(they).
- O som /iː/ é indicado por um e-e(scene), ee(feed) e ea(lead).
- O som /aɪ/ é indicado por um i-e(side), -ie(die), -y(why), -ye(dye), -uy(buy) e -igh(sigh).
- O som /oʊ/ é indicado por um o-e(bone), o(banjo), -oe(floe) e oa(moan).
- O som /juː/ é indicado por um u-e(tune), -ue(due), u(unit), ew(few) e eu(Europe).
- O som /uː/ é indicado por um oo(food). "Through" torna-se "throo"(não "thru") na TSR.
- O som /ʊ/ é indicado por um uu(stuud, puuding). Entretanto, a TSR mantém "could", "should" e "would".
- O som /ɔɪ/ é indicado por um oi(boil) e oy(boy, deploying).
- O som /aʊ/ é indicado por um ou(proud), ow(now, gown) e ough(bough).
- O som /ɛər/ é indicado por um air(stair) e -are(bare). "Bear" é reescrito como "bair". A TSR mantém "their", "theirs" e "where".[8]
- O som /ɑːr/ é indicado por um ar(star, far). Dobrar o <r> muda a vogal - <harry>. "Harry" e "starry" não rimam.
- O som /ɑː/ é indicado por um aa(faather)[9] e al(palm). Apesar da TSR adotar o ＜aa＞, raramente é usado.
- O som /ɔːr/ é indicado por um or(for). A TSR não distingue "for" e "fore", mas "four" é mantido. Para or, ore, oar, dobre o <r> para mudar a vogal: <horrid>
- O som /ɔː/ é indicado por um au(fraud), aw(law, lawyer), a(ll, l-)(call, always), augh(daughter) e ough(t)(ought, bought).
<au> é o padrão; <aw> geralmente no final da palavra, antes da vogal ou -<yer>. ⟨al⟩ apenas no início das palavras e onde implicando totalidade: always, altogether, alright, already, almighty; exceções são palavras de origem árabe: <algebra>.
- O som /ɜːr/ é indicado por um er(her), ir(fir), ur(fur). Dobre o <r> para mudar a vogal: <herring>, <stirrup>, <hurry>. A TSR mantém "word", "work" e "worship"(sub-grupos).
- O som /ɪər/ é indicado por um -eer(beer), -ear(hear) e -ere(here).[10][11]
- Vogais fracas:

/i/ -y, -ie(fairy, fairies) <-y> torna-se <-ies> para plurais.

/ə/, /ɪ/ afraid, defence, invisible, unsound
Schwa (o som indeterminado em muitas sílabas sem acento): a TSR geralmente mantém os grafemas usados na ortografia tradicional para esses fonemas.
- Na TSR, "ea"/iː/ não indica /eɪ/ ou /ɛ/. great → grait, weapon → weppon.
- Na TSR, "ow"/aʊ/ não indica /oʊ/. low→lo, show→sho.
- A TSR distingue /juː/ e "oo"/uː/. Blue torna-se bloo. Truth torna-se trooth.
- A TSR distingue "oo"/uː/ e "uu"/ʊ/. Book torna-se buuk. Push torna-se puush.

Para obter detalhes, visite a página TSR Full Guidance.

## Características
A TSR é principalmente conservador, mas ocasionalmente radical. O mostrado a seguir não é tudo. Para mais informações, visite a página TRADITIONAL SPELLING REVISED FULL GUIDANCE.
- A TSR mantém em grande parte as chamadas Magic E Rules e Doubling Rules para indicar o comprimento das vogais.
  - O <e> final geralmente é omitido quando a vogal precedente é curta: <dove> torna-se <duv>, <live> (verb int.) torna-se <liv>.
  - A TSR corrige as instâncias em que a regra de duplicação foi mal aplicada pela ortografia tradicional – <committee>→<comittee>, <accommodate>→<acommodate>.
  - A TSR não faz nenhuma provisão especial para o word stress. Entretanto, attack torna-se atack, porque "a" antes de "tt" não possui word stress. As consoantes duplicadas mostram a localização da ênfase.(ex. edducate, perrish)
- A TSR mantém algumas grafias irregulares, como nomes próprios, palavras irregulares comuns e palavras de empréstimo.
- Sufixos comuns (como -tion, -cial e -sure) também são mantidos.
- O sufixo do pretérito "-ed" é mantido. ex. "stopped", não "stopt".
- A TSR retém algumas sequências de letras mesmo que sejam irregulares. Eles são chamados de "subgrupos":[14] ⟨-alk⟩(talk, walk), ⟨-aste⟩(taste, waste), ⟨-ign⟩(benign, sign), ⟨-ind⟩(find, mind), ⟨old⟩(old, gold), ⟨-olk⟩(folk, yolk), ⟨-ould⟩(could, would), ⟨-other⟩(brother, mother), ⟨war-⟩(warm, warn), ⟨wor-⟩(worm, worst).
- TSR remove letras redundantes. No entanto, easy não se torna 'esy', high não se torna hi, letter não se torna letr, lie não se torna li, pack não se torna pak, stopped não se torna stopd, switch não se torna swich.
- O "g" mudo é mantido, como em "benign", "design" e "sign". O "g" em "gnash" é omitido.
- O "gh" mudo geralmente é mantido (high, bough, bought, eight). Contudo, "though" torna-se "tho" e "through" torna-se "throo", não "thru".
- O "gh" com som /f/ é alterado para "ff"(coff, enuff, laff).
- O "ph"/f/ é mantido (phone).
- "Th" é usado tanto para /θ/ quanto para /ð/ (think, that).
- Alguns fonemas têm vários padrões de ortografia diferentes, o que ajuda a distinguir visualmente os homófonos. ex. main, mane, buy, by, bye, cite, site, sight.
- O apóstrofo e o hífen são ocasionalmente usados para ajudar a distinguir homófonos e prever a pronúncia de algumas combinações de vogais. ex. 'hole(whole), 'our(hour), cre-ate(create), creäte(create).

## Homófonos na TSR
No TSR, há casos em que as grafias dos homófonos não coincidem. (e.g. stare / stair, sight / site / cite, none / nun, scene / seen, tail / tale)
Bear vira bair, para distinguir de bare.
Great vira grait, para distinguir de grate.
No entanto, não diferencia or / ore / oar, nem pore / pour.
Hour torna-se 'our pelo uso de um apóstrofo.
Blue torna-se bloo e blew torna-se blooh com um h.

## "Father" ou "faather"?
A palavra "aunt" pode ter os fonemas /æ/ e /ɑː/. A TSR mantém esta ortografia porque pode pertencer às "'bath' words".
A palavra "rather" pode ter os fonemas /æ/ e /ɑː/. A TSR mantém esta ortografia porque pode pertencer às "'bath' words".
Todavia, "father" torna-se "faather", pois tem o som /ɑː/, não /æ/.
A TSR mantém "aunt", "brother" e "mother". Porém, não mantém "father".
O grafema "aa" é bastante raro na TSR. "Calm" permanece com a mesma grafia.

## Texto de exemplo
Gettysburg Address
Fourscor and seven years ago our faathers brought forth, on this continent, a new nation, conceeved in libberty and deddicated to the proposition that all men are creäted equal. Now we are engaged in a grait civil war, testing whether that nation, or any nation so conceeved, and so deddicated, can long endure. We are met on a grait battle-feeld in that war. We have cum to deddicate a portion of that feeld, as a final resting place for those who here gave their lives, that that nation might liv. It is altogether fitting and propper that we should do this, but in a larger senss we cannot deddicate, we cannot consecrate, we cannot hallo this ground. The brave men, living and ded, who struggled here, have consecrated it far abuv our poor power to add or detract. The world will little note, nor long remember, what we say here, but it can nevver forget what they did here. It is for us the living, rather, to be deddicated to the grait task remaining befor us that from these onored ded we take increassed devotion to that cause for which they gave the last fuul mesure of devotion - that we here highly resolv that these ded shall not have died in vain, that this nation, under God, shall have a new birth of freedom, and that guvernment of the peeple, by the peeple, for the peeple, shall not perrish from the erth.